# Semigorski
Semigorski - Семигорский (rus) - és un khútor del krai de Krasnodar, a Rússia. Es troba a la conca del riu Maskaga, entre la mar Negra i els contraforts de ponent del Caucas Occidental, a 22 km al nord-oest de Novorossiïsk i a 109 km al sud-oest de Krasnodar, la capital.
Pertany al municipi de Natukhàievskaia.